# تایگا هارادا
تایگا هارادا (ژاپنی: 原田 大雅؛ زادهٔ ۱۸ اکتبر ۱۹۹۶) یک بازیکن فوتبال اهل ژاپن است.
از باشگاه‌هایی که در آن بازی کرده‌است می‌توان به باشگاه فوتبال فوجی‌ئدا اشاره کرد.